# Супс (река)
Супс (в верховье — щель Попова; адыг. Супс) — река, протекающая по территории Адыгеи и Краснодарского края России. Длина реки составляет 39 км, площадь водосборного бассейна — 166 км². Истоки находятся в песчаниковых отложениях хребта Пшаф на абсолютных высотах не более 300 м. Имеет несколько притоков, крупнейший из которых, реку Илин, принимает справа в районе станицы Калужской. В настоящее время впадает в Октябрьское водохранилище. До его строительства река, проделав путь ещё около 7 км по плавневой зоне Закубанской низменности, сливалась с Кубанью. Река протекает через населённые пункты станица Калужская, хутор Оазис, поселок Отрадный, хутор Суповский.
Название происходит от адыг. шIу — «добрый» и адыг. псы — «река». В то же время по данным Дж.Н. Кокова, название является соединением тюрк. су и адыг. псы с одинаковым значением — вода.

## Данные водного реестра
По данным государственного водного реестра России относится к Кубанскому бассейновому округу, водохозяйственный участок реки — Кубань от Краснодарского гидроузла до впадения реки Афипс. Речной бассейн реки — Кубань.
Код объекта в государственном водном реестре — 06020001412108100005537.

## Состояние реки
Река подвергается хроническому загрязнению неочищенными стоками, поступающими с территории Южного филиала ЗАО "Хладокомбинат «Западный», расположенного в поселке Отрадный.